# علاء إبراهيم
علاء إبراهيم لاعب كرة قدم مصري معتزل ومدرب حاليًا، لعب للعديد من الأندية المصرية: المنيا والأهلي والمصري وبتروجيت وسموحة والمصرية للاتصالات في مركز الهجوم بالإضافة إلى احترافه في نادي الوحدات الأردني، وحاليًا يعمل كمدير فني لنادي ديروط الصاعد حديثًا لدوري القسم الثاني.
ولعب للمنتخب الوطني 5 مباريات، وهو أيضًا هداف الدوري موسم 2007–2008 مع نادي بتروجيت برصيد 15 هدفًا.

## روابط خارجية
- علاء إبراهيم على موقع قاعدة بيانات كرة القدم.إي يو (الإنجليزية)
- علاء إبراهيم على موقع ناشيونال فوتبول تيمز (الإنجليزية)

- علاء إبراهيم